# Hanna Grabińska
Hanna Grabińska (ur. 26 października 1931 w Wilnie) – polska nauczycielka języka angielskiego, tłumaczka, działaczka opozycyjna.

## Życiorys
Córka Mieczysława Grabińskiego i Wandy z domu Januszkiewicz. Mieszkanka warszawskiego Żoliborza. Pracowała jako nauczycielka angielskiego w Studium Języków Obcych Polskiej Akademii Nauk i tłumaczka. Przez pewien czas uczyła także w angielskiej szkole w Londynie.
W okresie Polskiej Rzeczypospolitej Ludowej zajmowała się kolportażem wydawnictw drugiego obiegu, współpracowała z Ruchem Obrony Praw Człowieka i Obywatela. Należała do NSZZ „Solidarność”. Wraz z Jerzym Popiełuszką i przy pomocy Anny Dydy prowadziła magazyn z pomocą materialną dla osób represjonowanych. 23 kwietnia 1982 podczas przeszukania jej mieszkania odnaleziono podziemne publikacje, materiały i sprzęt poligraficzny, znaczki NSZZ „Solidarność” i kasety magnetofonowe. W efekcie została zatrzymana, a nazajutrz osadzona w Areszcie Śledczym Warszawa-Mokotów. Za przechowywanie nielegalnych wydawnictw 5 sierpnia 1982 została skazana przez Sąd Warszawskiego Okręgu Wojskowego na 6 miesięcy pozbawienia wolności w zawieszeniu na 2 lata. Następnego dnia została zwolniona z tymczasowego aresztu.
Jedna z bohaterek wydanej w 2016 książki Anny Herbich „Dziewczyny z Solidarności”.

## Odznaczenia
- Krzyż Wolności i Solidarności „za zasługi w działalności na rzecz niepodległości i suwerenności Polski oraz respektowania praw człowieka w Polskiej Rzeczypospolitej Ludowej” (2021)[11]
- Krzyż Oficerski Orderu Odrodzenia Polski „za wybitne zasługi w działalności na rzecz przemian demokratycznych w Polsce” (2021)[12]